# Condylostylus nebulosus
Condylostylus nebulosus är en tvåvingeart som först beskrevs av Matsumura 1916.  Condylostylus nebulosus ingår i släktet Condylostylus och familjen styltflugor. Inga underarter finns listade i Catalogue of Life.